# 国鉄タサ4000形貨車
国鉄タサ4000形貨車（こくてつタサ4000がたかしゃ）は、かつて日本国有鉄道（国鉄）に在籍した私有貨車（タンク車）である。
その後本形式より専用種別変更が行われ別形式となったタサ3800形についても本項目で解説する。

## タサ4000形
タサ4000形は、液化プロパン専用の15t積タンク車として1956年（昭和31年）3月16日から1957年（昭和32年）3月26日にかけて5両（タサ4000 - タサ4004）が三菱重工業、日立製作所の2社で製作された。
本形式の他に液化塩化ビニルを専用種別とする形式には、タム9300形（5両）、タキ5800形（29両）、タキ5850形（55両）、タキ10150形（43両）の4形式が存在した。
落成時の所有者は日本ゼオン、信越化学工業の2社である。
その後1961年（昭和36年）5月4日から同年5月19日にかけて3両（タサ4001 - タサ4002、タサ4000）の専用種別変更（液化塩化ビニル→カーバイド）が行われ、タサ4000形を離脱しホキ250形（ホキ333 - ホキ334、ホキ335）に編入された。更に1963年（昭和38年）2月4日には残った2両（タサ4003 - タサ4004）も専用種別変更（液化塩化ビニル→メタノール）が行われ、形式名は新形式であるタサ3800形（タサ3800 - タサ3801）とされ同時にタサ4000形は形式消滅となった。
塗装はねずみ色1号、寸法関係は全長は11,600mm、全幅は2,400mm、全高は3,855mm、台車間中心距離は7,500mm、実容積は25.5m3、自重は22.0t、換算両数は積車4.0、空車2.0であり、台車はベッテンドルフ式のTR41Bである。

## タサ3800形
タサ3800形は前述のように1963年（昭和38年）2月4日に2両（タサ4003 - タサ4004）の専用種別変更（液化塩化ビニル→メタノール）が行われ、形式名は新形式であるタサ3800形（タサ3800 - タサ3801）とされた。
本形式の他にメタノールを専用種別とする形式には、タ2900形（39両）、タ3500形（9両）、タム3400形（1両）、タム3450形（1両）、タム3700形（74両）、タム23700形（1両）、タキ5200形（109両）、タキ7950形（25両）の8形式があった。
所有者は種車同様信越化学工業である。
1979年（昭和54年）10月より化成品分類番号「燃31」（燃焼性の物質、引火性液体、危険性度合2（中））が標記された。
車体色は黒、寸法関係は全長は11,600mm、全幅は2,330mm、全高は3,685mm、台車間中心距離は7,500mm、実容積は22.5m3、自重は16.5t、換算両数は積車3.5、空車1.8であり、台車はベッテンドルフ式のTR41Bである。
1987年（昭和62年）4月の国鉄分割民営化時には2両とも車籍がJR貨物に継承されたが、1990年（平成2年）4月に廃車となり同時に形式消滅となった。